# East Saanich Indian Reserve 2
East Saanich Indian Reserve 2 (franska: Réserve indienne East Saanich 2) är ett reservat i Kanada.   Det ligger i provinsen British Columbia, i den södra delen av landet, 3 600 km väster om huvudstaden Ottawa.